# Ґ
Ґ (Minuskel ґ) ist ein Buchstabe des ukrainischen Alphabets. Phonetisch wird er als [ɡ] realisiert. Da dieser Laut in der ukrainischen Sprache ursprünglich nicht existiert, kommt der Buchstabe nur in Entlehnungen vor. Graphisch handelt es sich dabei um eine Modifikation des kyrillischen Buchstabens Г, der in den meisten anderen Sprachen (wie zum Beispiel im Russischen) dem Lautwert [ɡ] entspricht, im Ukrainischen jedoch den Lautwert [h] hat. 1933 wurde der Buchstabe in der Ukrainischen Sowjetrepublik abgeschafft und nur noch Г verwendet. Bei den Ukrainern im Ausland hat sich der Buchstabe erhalten. Zur Zeit der Perestroika wurde er 1990 wieder eingeführt, konnte sich aber im Alltagsgebrauch nur eingeschränkt gegen die jahrzehntelangen Schreibgewohnheiten durchsetzen.
Im Belarussischen ist Ґ zwar nicht mehr Teil des offiziellen Alphabets, wird aber informell zur Unterscheidung der Laute [ɡ] und [h] (in Entlehnungen) verwendet. 

## Zeichenkodierung
| Standard  | Standard    | Majuskel Ґ                              | Minuskel ґ                            |
| --------- | ----------- | --------------------------------------- | ------------------------------------- |
| Unicode   | Codepoint   | U+0490                                  | U+0491                                |
| Unicode   | Name        | CYRILLIC CAPITAL LETTER GHE WITH UPTURN | CYRILLIC SMALL LETTER GHE WITH UPTURN |
| UTF-8     | UTF-8       | D2 90                                   | D2 91                                 |
| XML/XHTML | dezimal     | &#1168;                                 | &#1169;                               |
| XML/XHTML | hexadezimal | &#x0490;                                | &#x0491;                              |